# Giovanni Dandolo

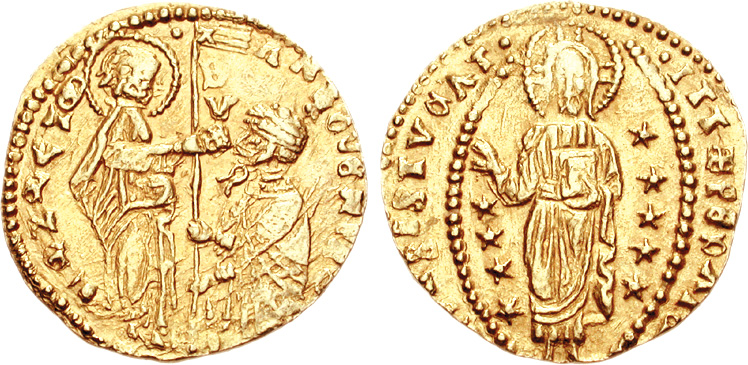
ducado veneciano de oro (1382).

Giovanni Dandolo (Venecia, ¿? – Venecia, 2 de noviembre de 1289) fue dux de Venecia desde el 31 de marzo de 1280 hasta su muerte.
Giovanni Dandolo provenía de una prominente familia veneciana, que recibió el cargo de dux cuatro veces. Bajo su gobierno, en 1284 se acuñó por primera vez el ducado, la moneda que rápidamente se convertiría en una de las más utilizadas en el mar Mediterráneo para las transacciones comerciales.